# Kwaśny Potok
Kwaśny Potok (słow. Kvasnov potok) – potok, prawy dopływ Suchego Potoku w słowackich Tatrach Zachodnich. Ma źródła na wysokości około 1330 m na północnych stokach Bobrowieckiego Wierchu i północno-zachodnich Kwaśnego Wierchu. Spływa Dolinką Kwaśną w północno-północno-wschodnim kierunku i na wysokości około 950 m, w miejscu o współrzędnych 49°16′17″N 19°44′55″E/49,271389 19,748611 uchodzi do Suchego Potoku. 
Kwaśny Potok od źródeł aż do ujścia cały czas płynie w zalesionym terenie. Wzdłuż dolnej części jego biegu prowadzi droga leśna.